# Clearwater (Floryda)
Clearwater – miasto w stanie Floryda w Stanach Zjednoczonych, nad Zatoką Meksykańską. Siedziba hrabstwa Pinellas.
Stanowi część regionu metropolitarnego Tampa Bay. Miasto ma charakter turystyczno-ekonomiczny i jest jednym z najprężniej rozwijających się miast na Florydzie.
Znajdują się tu dwa znane college:
- Clearwater Christian College
- St. Petersburg College

oraz światowa siedziba Kościoła Scjentologicznego.

## Miasta partnerskie
- Nagano
- Kalamaria

## Ludzie urodzeni w Clearwater
- Dennis Knight – wrestler[2]
- Aaron Gillespie – muzyk rockowy
- Michael Wynne – polityk, biznesmen i sekretarz sił powietrznych
- Sara Blakely – bizneswoman i filantrop
- Melanie Margalis – pływaczka
- Keith Thurman – bokser